# Marian Gold
Marian Gold, właśc. Hartwig Schierbaum (ur. 26 maja 1954 w Herford, RFN) – niemiecki piosenkarz, kompozytor i autor tekstów.
Współzałożyciel i lider grupy Alphaville. Nagrał także dwa solowe albumy: So Long Celeste (1992) i United (1996).
Ma siedmioro dzieci z czterech różnych związków.

## Linki zewnętrzne

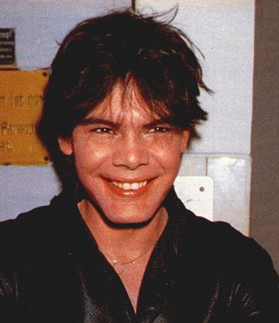
Marian Gold w latach 80. XX w.